# Meesters van de goudranken

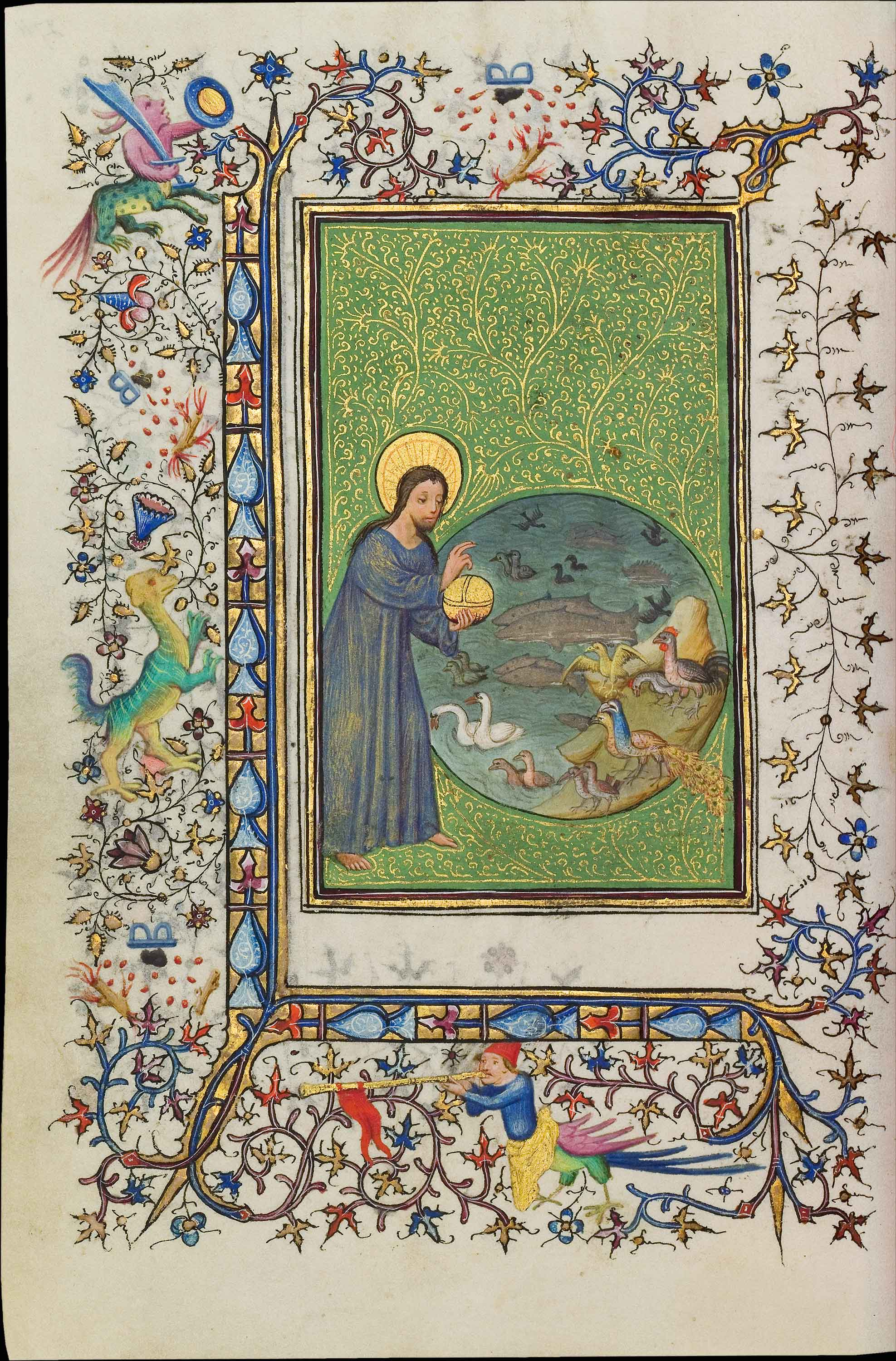
De schepping van vogelen en vissen, Getijden van Joseph Bonaparte

De Meesters van de goudranken is de noodnaam die gegeven werd aan een groep van miniaturisten die de achtergrond van hun miniaturen versierden met gouden ranken. Ze waren voornamelijk actief in het tweede kwart van de vijftiende eeuw.

## Naamgeving
De naam werd bedacht door Friedrich Winkler in 1925 voor de meester die hij verantwoordelijk achtte voor de miniaturen in een getijdenboek. Ondertussen wordt de naam gebruikt voor een groep van kunstenaars die werkten in dezelfde stijl, niet noodzakelijk in hetzelfde atelier, tussen ca. 1420 en 1455 voornamelijk in de Zuidelijke Nederlanden (Brugge) hoewel er ook in Parijs miniaturen in dezelfde stijl werden vervaardigd. De benaming wijst vooral op de versiering met vergulde draden en takken van de purper, groen of blauw gekleurde effen achtergrond, die gebruikt werd in de miniaturen in voornamelijk getijdenboeken die op grote schaal werden geproduceerd.

## Situering
De Goudranken meesters produceerden honderden getijdenboeken die over de ganse wereld verspreid raakten en waarvan er vandaag nog regelmatig opduiken in de kunsthandel. De productie is van zeer wisselende kwaliteit. Deze stijl vormde de overgang tussen het pre-Eyckiaanse realisme en de vernieuwde stijl van de Vlaamse miniatuurkunst in de tweede helft van de vijftiende eeuw. Willem Vrelant wordt dikwijls gezien als de opvolger van deze meesters. Wat deze meesters produceerden is een stereotiepe, conventionele kunst die is gebaseerd op de technieken op modellen en atelierpraktijken die onder de meesters circuleerden. De modellen waren afkomstig uit andere kunstcentra, voornamelijk uit Parijs. Sommige miniaturen zijn getrouwe kopieën van werk dat afkomstig was uit de omgeving van de Boucicaut-meester en de Mazarine-meester.

## Stijlkenmerken
Naast de bijzondere achtergronden waaraan ze hun naam ontlenen, wordt de stijl van deze meester sterk beïnvloed door de Parijse modellen waarop ze zich baseerden en door de pre-Eyckiaanse meesters zoals de Meester van de Beaufort heiligen. De figuren die ze schilderen zijn frêle, zacht, soms zoeterig. Ze worden getekend met een soepele ononderbroken lijn en maken stereotiepe gebaren.  De figuren hebben ovale, popachtige gezichten met summier uitgewerkte gelaatskenmerken maar met intens zwarte oogpupillen. De handen, met dunne vingers, zijn vaak te groot afgebeeld. De kleding is in contrast met de bleke gezichten en handen fel gekleurd. De ruimtelijk weergave is dikwijls zeer summier. In de miniaturen  waar een landschap wordt afgebeeld, gebeurt dit meestal vrij beperkt met enkele rotspartijen tegen de gebruikelijke achtergrond. In de latere werken (Brussel, KBR, ms. 9798, ca. 1540) kan met meer uitgewerkte landschappen aantreffen waarbij ook het atmosferische perspectief gebruikt werd en de conventionele achtergrond achterwege bleef.

## Weblinks
- (fr) Getijdenboek, BnF, Mss, NAL 3110
- (fr) Heures dites de Joseph Bonaparte, BnF, Mss, lat. 10538
- (nl) Aankondiging aan de herders, Brussel, KBR, ms. 9798